# Complexul de clădiri ale fabricii de bere (Chișinău)
Complexul de clădiri ale fabricii de bere este un complex de clădiri amplasat pe str. Sfatul Țării, 25 în Chișinău, Republica Moldova. Este un monument istoric și arhitectural de importanță națională inclus în Registrul monumentelor Republicii Moldova ocrotite de stat cu nr. 233 (municipiul Chișinău). Datează de la sf. sec. XIX.